# 1915 a tudományban
Az 1915. év a tudományban és a technikában.

## Díjak
- Nobel-díjak
  - Fizikai Nobel-díj: William Henry Bragg és William Lawrence Bragg
  - Fiziológiai és orvostudományi Nobel-díj: (nem adták ki)
  - Kémiai Nobel-díj: Richard Willstätter

## Csillagászat
- Robert Innes felfedezi a Naphoz legközelebbi csillagot, a Proxima Centaurit

## Fizika
- Novemberben a Porosz Tudományos Akadémián tartott előadássorozatában Albert Einstein kifejti az általános relativitáselméletet

## Technika
- Elkészül a Little Willie, az Egyesült Királyság és a világ első működőképes páncélos harcjárművének prototípusa

## Születések
- február 11. – Richard Hamming amerikai matematikus, egyik nevezetes eredménye a Hamming-távolság († 1998)
- február 28. – Peter Medawar megosztott Nobel-díjas, brazíliai születésű brit biológus, immunológus († 1987)
- március 5. – Laurent Schwartz francia matematikus († 2002)
- március 16. – Kodaira Kunihiko japán matematikus († 1997)
- június 15. – Thomas Huckle Weller megosztott Nobel-díjas amerikai virológus, parazitológus († 2008)
- június 16. – John Tukey amerikai matematikus, statisztikus († 2000)
- június 24. – Fred Hoyle angol kozmológus, matematikus-csillagász († 2001)
- augusztus 27. – Norman Foster Ramsey Nobel-díjas amerikai fizikus († 2011)
- október 1. – Jerome Bruner amerikai pszichológus, aki a kognitív pszichológia területén alkotott († 2016)
- október 29. – Barta György magyar geofizikus, egyetemi tanár, akadémikus († 1992)

## Halálozások
- január 19. – Kosutány Tamás magyar agrokémikus, a mezőgazdasági ipar műszaki fejlesztésének egyik első hazai kezdeményezője, a Magyar Tudományos Akadémia levelező tagja (* 1848)
- április 9. – Friedrich Loeffler német mikrobiológus, a diftéria és a száj- és körömfájás kórokozójának felfedezője (* 1852)
- április 16. – Richard Lydekker angol zoológus, geológus és természetíró (* 1849)
- május 2. – Clara Immerwahr német kémikus, az első nő, aki egyetemen doktorált Németországban; öngyilkos lett, tiltakozásul a kémiai tömeggyilkoló fegyverek ellen (* 1870)
- augusztus 10. – Henry Moseley angol fizikus (* 1887
- augusztus 20. – Paul Ehrlich német orvos, immunológus, mikrobiológus, a kemoterápia úttörője (* 1854)